# José María Rodríguez (entrenador)
José María Rodríguez (Montevideo, 1926 - Ib., 15 de noviembre de 2003) fue un futbolista y entrenador uruguayo que jugaba en la posición de defensa central. En México jugó para el Club de Fútbol La Piedad, Club Irapuato, y el Club Montecarlo. Como entrenador dirigió a los equipos Club Deportivo Morelia, Club Irapuato, Barcelona Sporting Club, Club Social y Deportivo Colo-Colo, Club Guaraní, Club Olimpia, Club Libertad y Club Atlético Peñarol, así como a las selecciones de Ecuador, Paraguay y Uruguay.
En 1952 llegó a México como jugador, para formar parte de la plantilla del Club de Fútbol La Piedad que acababa de ascender a la Primera División de México. Estuvo durante dos temporadas en el equipo rebocero, la segunda de éstas disputando el campeonato de la Segunda División de México.
En 1994 pasa al Club Irapuato, con el que regresa a la Primera División. Finalmente en la temporada 1955-56, regresa a disputar la Segunda División, esta vez jugando con el Club Montecarlo de la ciudad de Irapuato.
Como entrenador en México, su primer equipo fue el Morelia, a donde llegó en 1957, pero fue destituido rápidamente por los malos resultados. En 1959 dirigió al Club Irapuato con el que logró ser campeón de la Copa de Oro de Occidente en su edición de 1959.
En su paso por Ecuador, dirigió y salió campeón con el Barcelona Sporting Club en 1965. Este campeonato le valió para dirigir a la Selección de fútbol de Ecuador en las eliminatorias rumbo al mundial de Inglaterra, las cuales se realizaron en 1965. Para a fin de año, tomar la dirección del Colo-Colo de Chile hasta mediados de 1966.
Después tuvo un paso por el fútbol paraguayo, donde fue campeón en 1967 y 1969 con el Club Guaraní, después pasó a Libertad y dirigió a la Selección de fútbol de Paraguay en 1969. También dirigió al Club Olimpia, equipo con el que fue campeón en 1971.
En Uruguay, dirigió al Club Atlético Peñarol en 1974 y a la selección uruguaya de 1975 a 1977.